# Стариковский, Александр Степанович
Алекса́ндр Степа́нович Ста́риковский (20 декабря 1914, Москалёнки, Омский уезд, Акмолинская область, Акмолинская область или Российская империя — 26 мая 1984, Майкоп, Краснодарский край) — Герой Советского Союза, командир миномётного расчёта 16-го стрелкового Уссурийского полка 102-й стрелковой Дальневосточной Новгород-Северской Краснознамённой ордена Суворова дивизии, 48-я армия, 1-й Белорусский фронт, сержант.

## Биография
Родился 20 декабря 1914 года  в семье железнодорожного рабочего в селе Ольгинском (ныне Москаленский район Омской области). Русский.
Рано осиротел, воспитывался у старшего брата и в детском доме.
Образование начальное. 
В 1928 году вступил в колхоз "Память Ленина", работал трактористом.
В 1936 году был призван на действительную службу в РККА, демобилизован в 1937 году и вернулся в колхоз. 
Участник советско-финской войны 1939—1940 годов.
После начала Великой Отечественной войны в июле 1941 года был призван в армию и направлен в пограничные войска на Дальний Восток.
В марте 1943 года вступил в бой на 3-м Белорусском фронте. Член ВКП(б) с 1944 года.

## Подвиг
Командир миномётного расчета 16-го стрелкового Уссурийского полка 102-й стрелковой Дальневосточной дивизии, 48-я армия, 1-й Белорусский фронт, сержант Стариковский отличился в период 21 августа 1944 — 8 сентября 1944 на подступах и при прорыве обороны противника на реке Нарев. Постоянно находился в боевых порядках стрелковых подразделений полка, миномётным огнём поддерживая их атаки. 7 сентября 1944 года в числе первых преодолел реку Нарев в районе города Ружан (Польша) и участвовал в захвате и удержании плацдарма.
Указом Президиума Верховного Совета СССР от 24 марта 1945 года за мужество и героизм, проявленные при разгроме немецко-фашистских захватчиков, Стариковскому Александру Степановичу было присвоено звание Героя Советского Союза.
Участник Парада Победы в Москве на Красной Площади.
В 1945 году старший сержант А. С. Стариковский демобилизован.
Проживал с 1948 года в Майкопе, работал слесарем на заводе «Станконормаль», охранником базы комплектации объединения «Сельхозтехника».
Умер 26 мая 1984 года. Похоронен в Майкопе.

## Награды
- Медаль «Золотая Звезда»[2];
- орден Ленина[2];
- орден Отечественной войны II степени;
- медаль «За отвагу»[4];
- медаль «За отвагу»[5];
- медаль «За отвагу»[6];
- медаль «В ознаменование 100-летия со дня рождения Владимира Ильича Ленина»[7];
- медаль «За победу над Германией в Великой Отечественной войне 1941—1945 гг.»[8];
- юбилейная медаль «Двадцать лет Победы в Великой Отечественной войне 1941—1945 гг.»[9];
- юбилейная медаль «Тридцать лет Победы в Великой Отечественной войне 1941—1945 гг.»;
- знак Министерства обороны СССР «25 лет Победы в Великой Отечественной войне» (24 апреля 1970[1]).

## Память

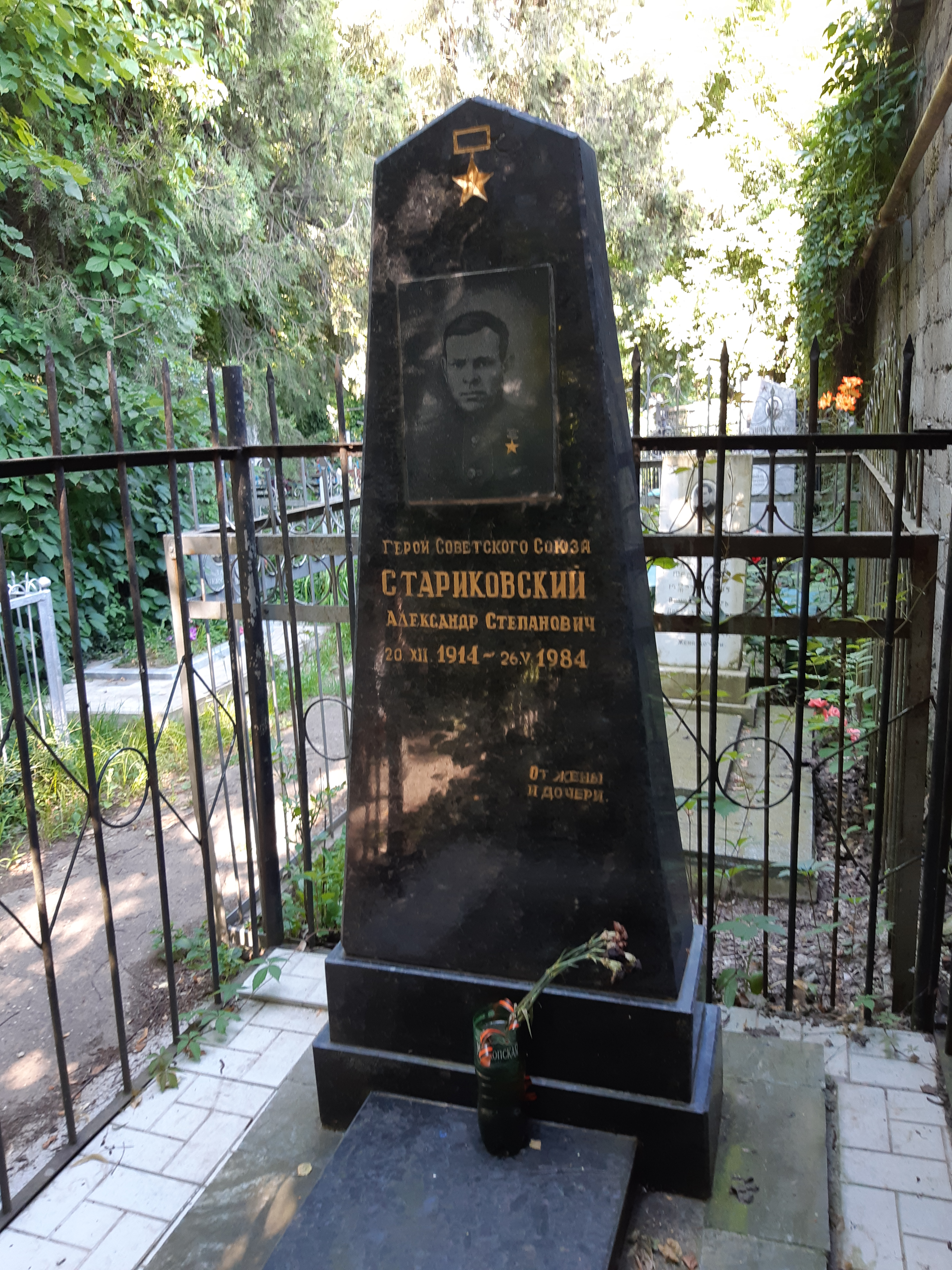
Памятник Стариковскому А. С.

- Имя Героя высечено золотыми буквами в зале Славы Центрального музея Великой Отечественной войны в Парке Победы города Москва.
- На могиле установлен надгробный памятник.